# Michael Durant
Michael 'Mike' J. Durant (Berlin, Nuevo Hampshire, 23 de julio de 1961) es un piloto militar estadounidense conocido por haber sido hecho prisionero por hombres armados en Somalia, después de que su helicóptero fuese derribado en Mogadiscio, el 3 de octubre de 1993.

## Biografía
Durant se unió al Ejército de los Estados Unidos en 1979. Fue asignado al 470.º Grupo de Inteligencia Militar en Fort Clayton (Panamá) donde sirvió como operador de intercepción de voz en español. Tras esto, realizó el entrenamiento de piloto de helicóptero, especializándose en el UH-60 Black Hawk.
Tras pasar por la 377.ª Compañía de Evacuación Médica (Seúl, Corea del Sur) y el 101.er Batallón de Aviación (Fort Campbell, Kentucky), el 1 de agosto de 1988 se unió al 160.º Regimiento de Aviación de Operaciones Especiales. Durant participó en las operaciones Ocasión Primera, Causa Justa y Tormenta del Desierto.
El 3 de octubre de 1993, durante la batalla de Mogadiscio, su Black Hawk fue alcanzado por una granada propulsada. Aunque en un principio el aparato se mantuvo estable, al cabo de unos minutos empezó a fallar, hasta que finalmente se estrelló a más de un kilómetro del objetivo de la misión. Durant fue herido de gravedad pero consiguió sobrevivir. Al poco rato, Gary Gordon y Randy Shughart, dos soldados de la Delta Force, llegaron en su auxilio e intentaron frenar el avance de las milicias somalíes que se acercaban al lugar de impacto. Gordon y Shughart murieron durante esa acción y recibieron la Medalla de Honor póstumamente. Los somalíes capturaron a Durant, que fue liberado tras once días de cautiverio.
Actualmente Durant está retirado del ejército e imparte seminarios sobre maniobras de helicóptero en operaciones de búsqueda y rescate de combate y charlas sobre sus experiencias en Somalia.
Durant se entrevistó personalmente con el actor Ron Eldard, que lo interpretó en la película Black Hawk Down, que narra los hechos de Somalia. En 2003, publicó un libro titulado In The Company of Heroes (En compañía de héroes) sobre su carrera militar y su cautiverio. Durante la campaña presidencial de 2004 formó parte del equipo de veteranos de la candidatura de George W. Bush.